# ابراهیم اصغری
ابراهیم اصغری (زاده ۱۳۴۵ - تهران) تهیه‌کننده اهل ایران است.

## فیلم‌شناسی

### تهیه‌کننده
- شماره ۱۰ (۱۴۰۱) [۱]
- تک‌تیرانداز (۱۳۹۹)
- اشنوگل (۱۳۹۵)
- قرارمون پارک شهر (۱۳۹۵)
- او خوب سنگ می‌زند (۱۳۹۱)
- پنجشنبه آخر ماه (۱۳۹۰)
- شور شیرین (۱۳۸۸)
- به کبودی یاس (۱۳۸۷)
- شب حورا (۱۳۸۶)
- مردی از جنس بلور (۱۳۷۷)
- مردی شبیه باران (۱۳۷۵)

### نویسنده
- اشنوگل (۱۳۹۵)